# Cromwell Bradley
Cromwell Marland Bradley (18 tháng 11 năm 1904 – 10 tháng 5 năm 1968), thỉnh thoảng biết đến với tên Cecil Bradley, là một cầu thủ bóng đá người Anh và vận động viên cricket.
Bradley sinh ra ở Hemsworth, Yorkshire. Ông có một sự nghiệp bóng đá ngắn, khi có 4 lần ra sân tại Football League cho Norwich City từ 1927 đến 1928. Ông rời Norwich để đến Sheffield Wednesday, nhưng chưa bao giờ ra sân cho câu lạc bộ Yorkshire. Ông cũng thi đấu bóng đá nghiệp dư cho Margate Town, Falmouth Town, Truro City và Wadebridge Town.
Sau khi đến Cornwall, Bradley thi đấu cricket cho Cornwall, từ 1927 đến 1936, có 8 trận tại Minor Counties Championship. Ông mất ở Redruth vào tháng 5 năm 1968.